# Leicester Riders
Die Leicester Riders (offiziell: Jelson Homes De Montfort University Leicester Riders) sind eine professionelle Basketballmannschaft aus Leicester in England, die 1987 zu den Gründungsmitgliedern der geschlossenen Profiliga British Basketball League (BBL) zählten. Zuvor waren die 1967 in Loughborough als Loughborough All-Stars gegründete Mannschaft 1972 Gründungsmitglied der damals höchsten englischen Spielklasse „National Basketball League“ (NBL). Bis auf zwei Spielzeiten zwischen 1980 und 1982 gehörte man jeweils immer der höchsten Spielklasse an und hat auch im Hinblick auf den Standort in Leicestershire eine gegenüber anderen Franchises der BBL außergewöhnliche hohe Kontinuität bewiesen. Zuletzt wurde man 2013 Meister der BBL.

## Geschichte

### All-Stars (1967 bis 1986)
Im Jahr 1967 wurde die Mannschaft in Loughborough, 20 km nördlich von Leicester, als All-Stars gegründet. 1972 wurde mit der „National Basketball League“ (NBL) eine nationale Spielklasse eingerichtet, in die die All-Stars Aufnahme fanden. Die beste Platzierung erreichte man mit dem vierten Platz gleich zu Beginn. Anschließend reichte es nicht zu vorderen Platzierungen und auch im National Cup, in der die eigentliche Meisterschaft ausgespielt wurde, konnte man nie ins Finale einziehen. 1980 wurde die Mannschaft vom Spielbetrieb abgemeldet, doch mit Unterstützung aus Leicester wurde im Hauptort des Leicestershire eine neue Heimstätte gefunden und die Mannschaft startete in der Saison 1981/82 in der zweiten Division als Leicester All-Stars von neuem. Nach dem ersten Platz 1982 in der zweiten Division kehrte man gleich wieder in die höchste Spielklasse zurück. In der Folge reichte es in der Meisterschaft trotz positiver Saisonbilanzen nicht zu vorderen Platzierungen. Nachdem man 1982 und 1983 zweimal Ausrichter des Finales im National Cup war, der nun nur noch Pokalwettbewerb war, erreichte man 1984 das Endspiel im National Cup, das diesmal jedoch in der Royal Albert Hall ausgetragen wurde, und verlor es gegen die Solent Stars.

### City Riders (1986 bis 1997)
1986 gab man sich einen neuen Namen, der in Anlehnung an den Sponsor, der örtlichen Nahverkehrsgesellschaft Leicester City Bus, auf die Bezeichnung Leicester (City) Riders lautete (von englisch „bus ride“, deutsch Busfahrt). Unter diesem Namen war man Gründungsmitglied der British Basketball League (BBL), die die besten englischen und schottischen Mannschaften in einer geschlossenen Liga zusammenfasst. In der ersten Spielzeit 1987/88 belegte man den neunten Platz unter 15 Mannschaften und verpasste nur knapp den Einzug in die Play-offs. In der zweiten Spielzeit traten bereits vier Mannschaften weniger an und man belegte einen vierten Platz nach der regulären Saison. Das Play-off-Finale bestritten die beiden schottischen Mannschaften Glasgow Rangers B.C. und Murray B.C. Livingston, so dass die Riders zusammen mit dem anderen Halbfinalisten und Drittplatzierten Bracknell Tigers zu den besten englischen Mannschaften gehörte. In der folgenden Spielzeit belegte man in der schon auf acht Mannschaften geschrumpften Liga einen sechsten Platz, nachdem man nur ein Viertel der Saisonspiele gewonnen hatte. Die Play-offs waren auf vier Mannschaften beschränkt worden.
In der Saison 1990/91 ging es wieder aufwärts und man hatte eine positive Saisonbilanz auf dem vierten Platz nach der regulären Saison. Im Play-off-Halbfinale verlor man gegen den dominierenden Titelverteidiger Kingston Kings. Dafür gelang erneut der Finaleinzug im National Cup, wo man den Sunderland Saints unterlag. In der darauffolgenden Saison zog man in das Finale des Ligapokals BBL Trophy ein, das gegen die Thames Valley Tigers verloren ging. In der Folge reichte es zwar weiterhin zum Einzug in die Play-offs, dort schied man jedoch immer in der ersten Runde aus. In der Saison 1994/95 war dann ein vorläufiger Tiefpunkt erreicht, als man als Elfter den drittletzten Tabellenplatz mit nur acht Siegen in 36 Spielen nach Abschluss der regulären Saison belegte und die Play-offs verpasste. Drei Saisonsiege mehr reichten 1996 zum neunten Tabellenplatz und eine Spielzeit später erreichte man 1997 als Tabellenachter zumindest den Einzug in die Play-offs, dem ein frühes Aus in der Finalrunde folgte.

### Riders (seit 1997)
Für die Spielzeit 1997/98 strich man das „City“ aus dem Vereinsnamen, um die Zusammenhalt mit dem Umland zu unterstreichen. Dies geschah in weiser Voraussicht, denn die bisherige Spielstätte Granby Halls wurde drei Jahre später geschlossen, so dass man nach Loughborough zurückkehrte an den Campus der Loughborough University. Dies hatte jedoch belebende Wirkung auf den sportlichen Erfolg der Franchise. Zwar hatte man 1998 erneut das Finale im National Cup erreicht, was wiederum gegen die Thames Valley Tigers verloren ging, doch ansonsten hatte man sich nicht für die Play-offs qualifizieren können. In der Saison 2000/01 gewann man mit zwei Punkten Unterschied gegen die London Leopards im National Cup seinen ersten nationalen Titel. Dies beflügelte die Riders auch in den Play-offs, die man als Vierter der Northern Conference nur mit negativer Saisonbilanz erreicht hatte, wo man jedoch nicht mehr zu stoppen war und im Finale gegen die Sheffield Sharks die Play-offs 2001 gewann. Den ersten beiden Titelerfolgen folgten jedoch nun schwere sportliche und wirtschaftliche Zeiten.

Sponsorenlogo

In der Spielzeit 2001/02 scheiterte man als Fünfter der Nordgruppe als Titelverteidiger bereits am Einzug in die Play-offs. Auch nach Auflösung der Regionalgruppen reichte es in der folgenden Saison nicht zu einer Play-off-Platzierung in der regulären Saison, stattdessen wurde man nach nur drei Saisonsiegen abgeschlagen Elfter und Tabellenletzter. Die Saison 2003/04 sah kaum Erholung, denn die sportliche Bilanz sah mit fünf Saisonsiegen vor den noch schlechteren Birmingham Bullets kaum besser aus. Anschließend kehrte man nach vier Jahren nach Leicester in das neu erbaute John Sandford Centre an der De Montfort University zurück. 2005 hatte man am Ende mit elf Siegen etwas mehr als ein Viertel der Spiele gewonnen und sich als Zehnter wieder an die Play-off-Plätze herangekämpft. Mit neuer Führung und Unterstützung des Sponsors Jelson Homes, der Wert auf eine bessere Nachwuchsarbeit legte, wurde auch die professionelle Mannschaft wieder erfolgreicher und erreichte 2006 erneut das Finale in der BBL Trophy, das jedoch gegen die in dieser Spielzeit alle Titel gewinnenden Newcastle Eagles um den „Most Valuable Player“ (MVP) der BBL Andrew „Drew“ Sullivan hoch verloren wurde. Zwei Play-off-Teilnahmen 2006 und 2007 folgte eine verpasste Play-off-Teilnahme 2008. Die Riders hatten jedoch wieder Boden unter den Füßen bekommen und die erfolgreichsten Zeiten sollten jetzt noch kommen.
In der Saison 2008/09 hatten die Riders am Saisonende erstmals seit der Saison 1993/94 wieder eine positive Bilanz mit 21 Siegen in 33 Spielen, was zum dritten Platz in der Abschlusstabelle reichte. In den folgenden beiden Spielzeiten hatte man weiterhin positive Saisonbilanzen, auch wenn dies nicht zu vorderen Plätzen reichte. Für die Spielzeit 2011/12 konnte man Drew Sullivan vom Meister Mersey Tigers „loseisen“ und dieser sollte auch für die Riders zu einem Garanten für sportlichen Erfolg werden. Am Ende der Spielzeit 2011/12 belegte man hinter dessen Ex-Klub Newcastle Eagles den zweiten Platz in der Meisterschaft und verlor auch das Play-off-Finale gegen die Eagles. In der Spielzeit 2012/13 schließlich gewann man alle Titel bis auf das mit zwei Punkten Unterschied gegen die Sheffield Sharks verlorene Finale in der BBL Trophy. Im Finalspiel der Play-offs und des BBL Cup revanchierte man sich für die ein Jahr zuvor erlittene Play-off-Finalniederlage gegen die Eagles. Als erster Spieler der Riders wurde Drew Sullivan MVP der BBL, eine Auszeichnung, die er bereits 2006 im Trikot der Eagles gewonnen hatte.

## Nachwuchs und Kooperationen
Die Jugendmannschaften der Riders haben eigene Mannschaftsnamen und werden in altersmäßig aufsteigender Reihenfolge als Blaze, Dynamite, Flame und Sparks bezeichnet. Ferner arbeitet man mit den Basketballmannschaften der Loughborough University zusammen, deren Herrenmannschaft in der zweiten Division der „English Basketball League“ (EBL) spielt.